# Léon Balcer
Pour les articles homonymes, voir Balcer.
Léon Balcer, né le 13 octobre 1917 à Trois-Rivières et mort le 22 mars 1991 à Sainte-Foy, est un avocat et un homme politique canadien. 

## Biographie
Il est le député progressiste-conservateur de Trois-Rivières de 1949 à 1965 et plusieurs fois ministre sous John Diefenbaker. Après son retrait de la vie politique, il est président de la société Elinca Communications, société internationale de communications basée à Ottawa. Il est l'oncle de Lise Balcer, qui a participé aux activités felquistes lors de la crise d'Octobre 1970, et du scénariste et producteur René Balcer.
En 1964, Balcer rompt les rangs et appuie le gouvernement minoritaire libéral de Lester B. Pearson dans l'adoption de l'Unifolié comme nouveau drapeau national du Canada. Il s'oppose ainsi à son chef, John Diefenbaker.